# Weyerburg
Weyerburg (bis 1959 Weierburg) ist ein Dorf in Niederösterreich und eine Ortschaft sowie Katastralgemeinde der Stadtgemeinde Hollabrunn im gleichnamigen Bezirk Hollabrunn. Die Ortschaft hat 107 Einwohner (Stand 1. Jänner 2024).

## Geografie
Weyerburg liegt im nördlichen Niederösterreich östlich von Hollabrunn und am nördlichen Rand des Glasweiner Waldes. Der Name der Ortschaft ist auf den gleichnamigen Herrschaftssitz (Burg) zurückzuführen.
Nachbarorte von Weyerburg sind in der Stadtgemeinde Hollabrunn die Orte Eggendorf im Thale und Altenmarkt im Thale sowie in der Marktgemeinde Göllersdorf der Ort Porrau.
| Eggendorf im Thale |                                             | Altenmarkt im Thale        |
| Wieselsfeld        | Kompassrose, die auf Nachbargemeinden zeigt | Glasweiner Wald            |
| Porrau             |                                             | Füllersdorf, Herzogbirbaum |

## Geschichte
Urkundlich 1204 erstmals erwähnt, wurde Weyerburg Mitte des 14. Jahrhunderts zum Markt erhoben. Das Dorf lag ursprünglich südlich der rezenten Ortschaft, diese frühere Siedlung ist im 15. Jahrhundert jedoch verödet.
Das in Weyerburg befindliche Schloss, früher eine Burg, befand sich in wechselndem Besitz, seit 1714 gehört es der Familie Schönborn, nachdem der damalige Reichsvizekanzler, Graf Friedrich Karl von Schönborn-Puchheim, der spätere Fürstbischof, die Herrschaft Weyerburg nebst anderen dazugehörigen Dörfern vom Grafen Johann Dominik von Hochburg gekauft hatte, um seine 1710 erworbene Herrschaft Göllersdorf zu ergänzen, wo er 1712–1717 das Schloss Schönborn hat erbauen lassen.
Anfang des 20. Jahrhunderts war im Gemeindegebiet die Errichtung des Eisenbahnstrecke Stockerau – Joslowitz vorgesehen, an der in Weyerburg eine Station projektiert wurde.
Mit 24. Juli 1959 wurde der damals noch Weierburg genannte Ort in Weyerburg umbenannt.

## Politik

### Bürgermeister der ehemaligen Gemeinde Weyerburg
- 1960–1970 Johann Dantner

### Ortsvorsteher der Katastralgemeinde Weyerburg
- 1971–1975 Johann Dantner
- 1975–1989 Karl Goldinger
- seit 1989 Josef Riepl

## Sehenswürdigkeiten

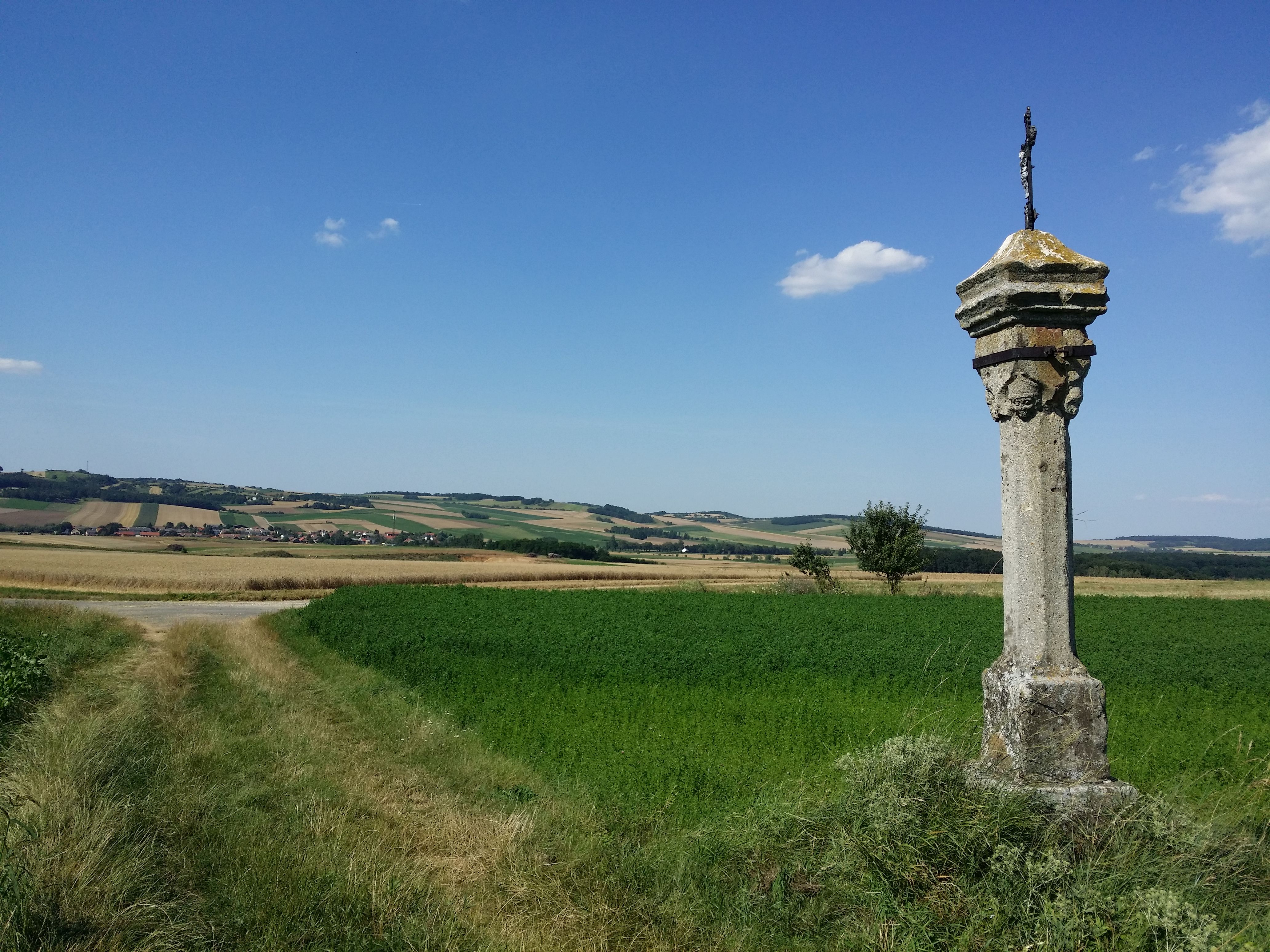
Das Follykreuz südlich des Ortes

- Die Filialkirche, geweiht der heiligen Kunigunde, am nördlichen Ortsrand leicht erhöht gelegen, ist ein barockisierter, im Kern mittelalterlicher Saalbau. Die Ausstattung beinhaltet u. a. einen barocken Hochaltar vermutlich von Lukas von Hildebrandt sowie eine spätgotische Heiligenfigur aus dem 15. Jahrhundert.
- Auf einer Anhöhe am südlichen Ortsrand weithin sichtbar gelegen befindet sich das Schloss, eine im Kern hochmittelalterliche, im 16. Jahrhundert ausgebaute wehrhafte Vierflügelanlage.
- Die Prangersäule in der Ortsmitte stammt vermutlich aus dem 16. Jahrhundert.
- Vor dem Schloss befindet sich eine barocke Figur des heiligen Johannes von Nepomuk von um 1730.
- Südwestlich des Ortes befindet sich eine Pestkapelle von 1633.
- Beim Follykreuz aus dem 15./16. Jahrhundert südöstlich der Gemeinde handelt es sich um einen Achtseitpfeiler auf Sockel, der unterhalb des profilierten Quaderaufsatz vier Abwehrköpfe besitzt.

## Persönlichkeiten
- Ehrenreich Weismann (1641–1717), evangelischer Geistlicher in Württemberg und Verfasser lateinischer Wörterbücher
- Mathias Thier (1742–1806), bedeutender Geigenbauer